# Yelizaveta Posadskij
Yelizaveta Vladímirovna Posadskij (en ruso: Елизавета Владимировна Посадских; Tiumén, 10 de marzo de 1994) es una deportista rusa que compite en ciclismo en la modalidad de BMX estilo libre. Ganó una medalla de bronce en el Campeonato Europeo de Ciclismo BMX Estilo Libre de 2019, en la prueba de parque.

## Palmarés internacional
| Campeonato Europeo | Campeonato Europeo | Campeonato Europeo | Campeonato Europeo |
| Año                | Lugar              | Medalla            | Competición        |
| ------------------ | ------------------ | ------------------ | ------------------ |
| 2019               | Cadenazzo (Suiza)  | Medalla de bronce  | Parque             |